# Kirby’s Dream Course
Kirby’s Dream Course ist ein Minigolfspiel, das von HAL Laboratory und Nintendo EAD gemeinsam entwickelt und 1994 von Nintendo für das Super Nintendo Entertainment System veröffentlicht wurde. Es ist eines von vier Kirby-Videospielen, die für SNES veröffentlicht wurden. Es wurde 2007 für die Wii und 2013 für die Wii U erneut veröffentlicht. Nintendo veröffentlichte Kirby’s Dream Course in Europa und Nordamerika im September 2017 auf dem SNES Classic Mini. 2019 erschien das Spiel auch für Nintendo Switch Online auf der Nintendo Switch.

## Gameplay
Kirby’s Dream Course ist ein Golfvideospiel, das aus einer isometrischen Perspektive betrachtet wird. Anstelle eines Balls versucht der Spieler, Kirby auf dem Platz und am Ende in das Loch zu schlagen. Die Spieler müssen die Kraft, den Winkel und den Spin einstellen, um sich mit verschiedenen Feinden in den verschiedenen Levels zu verbinden. Sobald nur noch ein Feind übrig ist, verwandelt sich dieser in das Loch. Die verschiedenen Fähigkeiten, die Kirby von vielen Feinden erhalten kann, machen einen großen Teil des Spiels aus und werden oft für die Fertigstellung eines Lochs benötigt. Zu diesen Fähigkeiten gehören Kirby, der sich in einen Tornado verwandelt (der gesteuert werden kann), ein funkelnder Ball (der bestimmte Hindernisse zerstören kann) und ein UFO (das es Kirby ermöglicht, für kurze Zeit nach Belieben zu schweben und sich zu bewegen). Andere Fähigkeiten sind, dass Kirby in der Lage ist, mit einem Sonnenschirm zu verlangsamen / zu schweben sowie vollständig anzuhalten wie ein Stein, der die Hänge hinunterrutscht, oder ein Stachelschwein, das stehen bleibt.
Das Spiel hat acht Einzelspieler-Plätze mit jeweils acht Löchern. Für jedes Level gibt es eine Highscore-Tafel, auf der jeweils Medaillen gewonnen werden können. Der Spieler kann zusätzliche Funktionen (wie alternative Versionen der Kurse) freischalten, indem er die Medaillen gewinnt. Es gibt Bronze-, Silber- und Goldmedaillen zu gewinnen, die Kirby am Ende des Kurses verliehen werden. Es gibt auch vier Zwei-Spieler-Plätze (wieder mit acht Löchern). Das letzte Loch ist als „Dedede“ aufgeführt und zeigt König Nickerchen in einer großen Maschine, die sich kontinuierlich auf Kirby zubewegt, während kleinere Versionen von sich als Endgegner eingesetzt werden.
Kirby verliert jedes Mal einen seiner Gesundheitspunkte (im Einzelspieler-Modus als Tomatensymbol und im Zwei-Spieler-Modus als Quadrat mit abgerundeten Kanten dargestellt), wenn er einen Schuss macht oder von einem Feind oder einem Hindernis getroffen wird, und erhält jeweils einen Mal trifft er einen Feind oder landet in einem Loch. Im Zwei-Spieler-Modus werden zuerst zwei Gesundheitspunkte für die Landung im Loch vergeben, und zwei Gesundheitspunkte können auch verloren gehen, wenn der Kirby eines Spielers von dem des anderen Spielers mithilfe einer Fähigkeit (wie dem Tornado oder dem Tornado) „angegriffen“ wird (Stein). Im Einzelspielermodus verliert Kirby ein Leben, wenn alle seine Gesundheitspunkte verschwunden sind oder von der Bühne fallen und wenn ihm das Leben ausgeht, endet das Spiel. Danach kann der Spieler entweder vom Beginn des Kurses an fortfahren oder ihn verlassen. Im Zwei-Spieler-Modus führt der Verlust aller Gesundheitspunkte dazu, dass der Spieler eine Runde verpasst, wenn sein Kirby einschläft. Dies wird umgangssprachlich als „Kuchenschläfchen“ bezeichnet, da die Animation häufig zeigt, wie Kirby von einem Stück Kuchen mit einer Kirsche darüber träumt. Zu diesen Nickerchen-Animationen gehören auch eine eingewickelte Süßigkeit und eine Eistüte.

## Entwicklung
Kirby’s Dream Course begann als Minigolfspiel mit dem Titel Special Tee Shot, das schließlich in Japan nur über das Satellaview-Add-On veröffentlicht wurde. Erst in der Mitte der Entwicklung haben die Entwickler es mit Elementen aus der Kirby-Serie umgerüstet. Zu diesem Zeitpunkt hatte es den Arbeitstitel „Kirby’s Tee Shot“. Das Entwicklungsteam bestand aus einer Mischung von Mitarbeitern von HAL Laboratory und Nintendo EAD. Das Spiel wurde auf einigen Super Nintendo-Verpackungen mit einem speziellen Tee Shot-Logo vorgestellt.

## Rezeption
Kirby’s Dream Course erhielt positive Bewertungen und erzielte bei GameRankings eine Gesamtpunktzahl von 77 %, basierend auf sieben Bewertungen. In ihrer Rezension kam IGN zu dem Schluss, dass Kirby’s Dream Course ein „schrulliges, doofes, aber rundum zufriedenstellendes Spiel“ ist. Nintendo Life bot eine ähnliche Bewertung an und verlieh dem Spiel 8 von 10 Punkten. GamePro nannte Kirby’s Dream Course ein „wild amüsantes Spiel“, das „für Golf das tut, was NBA Jam für Basketball getan hat“. Sie lobten das Spiel für die Übernahme eines Golf-Themas und stellten den Kirby-Stil in Gameplay, Grafik und Sound originalgetreu wieder her.
Next Generation überprüfte die SNES-Version des Spiels, bewertete sie mit vier von fünf Sternen und erklärte: „Wenn Sie nicht am Saccharin ersticken können, ist dieses Spiel so einzigartig, dass es mit vier Sternen bewertet wird, nur weil es anders ist als alles, was wir gesehen haben.“